# Парламентские выборы в Чили (2017)
Парламентские выборы в Чили состоялись 19 ноября 2017 года, в один день с первым туром президентских выборов и местными выборами. Они стали 61-ми парламентскими выборами в стране и первыми с 1990 года, проведёнными по пропорциональной избирательной системе. Замещению подлежали все 155 мандатов нижней палаты Конгресса и 23 из 43 мандатов Сената.
После избирательной реформы 2015 года биномиальная избирательная система была отменена, состав Палаты депутатов увеличен со 120 до 155 человек, а Сената — с 38 до 43 (впоследствии — до 50). Впервые избиратели смогли проголосовать из-за границы. Кроме этого, на парламентских выборах для кандидатов от каждой политической партии была установлена гендерная квота в 40 %.
Выборы показали значительный рост поддержки оппозиционной правоцентристской коалиции «Чили, вперёд!», которая смогла вернуть относительное большинство в обеих палатах Конгресса. Правящая левоцентристская коалиция «Новое большинство» (которая выступала под названием «Сила большинства») после выхода из своего состава Христианско-демократической партии и находясь под ударом более левых политических сил, объединившихся в коалицию «Широкий фронт», тем не менее сумела сохранить позиции и в Сенате, и в Палате депутатов (за исключением Партии за демократию, которая утратила 7 мест в нижней палате). Также 7 мандатов утратила ХДП. «Широкий фронт» впервые получил парламентское представительство, проведя 1 кандидата в Сенат и 11 в Палату депутатов.
Выборы 2017 года показали кризис системы с двумя ведущими коалициями и запрос чилийского общества на новые политические силы, что в последующем станет одной из причин массовых протестов 2019 года.